# 紀元前101年
紀元前101年（きげんぜん101ねん）は、ローマ暦の年である。
当時は、「マリウスとアキリウスが共和政ローマ執政官に就任した年」として知られていた（もしくは、それほど使われてはいないが、ローマ建国紀元653年）。紀年法として西暦（キリスト紀元）がヨーロッパで広く普及した中世時代初期以降、この年は紀元前101年と表記されるのが一般的となった。

## 他の紀年法
- 干支 : 庚辰
- 日本
  - 開化天皇57年
  - 皇紀560年
- 中国
  - 前漢 : 太初4年
- 朝鮮
  - 檀紀2233年
- 仏滅紀元 : 444年
- ユダヤ暦 : 3660年 - 3661年

## できごと

### ローマ
- 執政官ガイウス・マリウスとプロコンスルのクィントゥス・ルタティウス・カトゥルスは、ウェルケラエの戦いでキンブリ族を破った。

### リビヤ
- プトレマイオス・アピオンがキレナイカ王国を継いだ。

## 死去
- クレオパトラ3世 - エジプトの女王（* 紀元前161年）
- ボイオリクス - キンブリ族の王、ウェルケラエの戦いで戦死